# 大阪電気軌道デボ1形電車
大阪電気軌道デボ1形電車（おおさかでんききどうデボ1がたでんしゃ）は、大手私鉄・近畿日本鉄道（近鉄）の前身である大阪電気軌道（大軌）が、1914年の開業時に製作した旅客用電車である。のち近鉄に引き継がれ、近鉄モ200形となった。
本項では同系の増備車で、同じく後年近鉄モ200形に編入されたデボ19形電車についても記述する。

## 概要
本形式は大阪電気軌道が1914年に上本町（現・大阪上本町駅）－大軌奈良（現・近鉄奈良駅）間（現・近鉄奈良線）を開業した際に汽車製造会社（デボ1 - 15）と梅鉢鉄工場（デボ16 - 18）で合計18両が製造された、14m級3扉車である。
また、デボ19形（デボ19-28）は同一形状の増備車で、1920年から10両が川崎造船所兵庫工場（現・川崎重工業）で製造された。

## 車体
二重屋根構造、1段下降窓で、随所に曲面を取り入れた優雅なデザインの木造車体を備える。
窓配置はD(1)4(1)D5(1)D（D:客用扉、(1):戸袋窓）で、座席は全てロングシートであった。
前面は同時期のアメリカ製電車に倣った半円筒形状とし、5枚の窓を円周上に配置する形態であるが、これは既に南海鉄道等で1910年頃から先例があり、関西私鉄における当時のトレンドであった。車体幅は生駒トンネルの車両限界の制約から2.4m級と狭く、木造車の通例に漏れず台枠の台車間に補強のトラスロッドを取り付けてあった。
また、通風装置として水雷（トルペード）形通風器が、屋根の両側面の明かり取り窓部に等間隔にそれぞれ3基ずつ取り付けてあった。
奈良市内に併用軌道区間があったため新造当初は前面下部に救助網を備えていたが、プラットホーム乗降専用車であり、ドアステップは最初から備えていない。また、客用扉は手動操作であった。
製造当初は路面電車風にヘッドライトを前面窓下に装備していた。これはのち運転台屋上に位置を変更している。また、当初の集電装置はトロリーポールであったが、これも1930年にパンタグラフ化された。連結器は当初はねじ式であり、大正末期に自動連結器に換装されている。
製造当初は漆色に塗られた格調高い外観であったが、後には標準色の濃緑色になっている。内装は職人の技術によって柱や手すりに彫刻が施され、灯器や座席生地も高級感のある仕上がりとなっていた。

## 主要機器

### 主電動機
本形式最大の技術的特徴は、設計当時としては破格の大出力モーターを装備したことにある。
すなわち、当時の関西私鉄各社が新造していた車体長14mから15m級の木造電車では、定格出力37kW（約50馬力）級の主電動機を4基搭載するのが一般的であった。これに対し、大軌では生駒越えの急勾配対策として、定格出力120kWを超えるアメリカ・ゼネラル・エレクトリック(GE)社製GE-207Eを各車に2基装備した。
このGE-207Eは、単体としては当時の日本における最強の電車用主電動機であり、同時代に鉄道院→鉄道省の16m級電車に搭載された輸入・国産各種主電動機の実効出力数値をも凌駕したもので、1927年に新京阪鉄道P-6A形が東洋電機製造TDK-527Aを4基搭載してデビューを飾るまで、10年以上にわたりその記録を保持し続けた。
この結果、2個モーター車でありながら他社の4個モーター車を上回る300馬力級の大出力車となり、途中に生駒山地の連続急勾配区間が存在するにもかかわらず、上本町－奈良間を1時間未満で走破可能とした。
なお、駆動装置は当時の定石通り吊り掛け式で、主電動機は第2・3軸に装架されていた。

### 主制御器
制御器は当初より連結運転を考慮し、間接非自動式のGE社製MK電磁スイッチ式制御器を搭載した。これにより総括制御（先頭車からの複数車両遠隔制御）可能な仕様としている。

### ブレーキ
ブレーキは連結運転可能なものとしては最も単純な構造の非常直通ブレーキを装備した。

### 台車
台車はアメリカのボールドウィン社製BW-78-25Aで、当時日本に輸入が始まったばかりの平鋼組立釣り合い梁式台車である。当時、日本の私鉄電車ではやはりアメリカのブリル社製Brill 27G・27Eなどの鍛造台車枠を備える軸バネ式台車が主流を占めており、先行する阪神急行や阪神などでMCB規格準拠の高速台車であるBrill 27MCB系の導入が始まったばかりであった。ボールドウィン製台車の導入は関西私鉄では大軌が先陣を切ったが、これは片押し式ブレーキシューに最適化されたBrill 27MCB系に対し、ボールドウィンA形台車は勾配線での制動力確保に有利な両抱き式のブレーキワーク構成に適した構造を備えていたことがその理由であったと見られている。
このボールドウィンA形台車は合理的な設計で優れた性能を備え、しかも製造や修繕が容易であったことから、以後この系統の台車は1940年代まで約30年以上に渡り、日本の私鉄電車向け台車の主流となった。

#### 大軌式特殊外輪
大阪電気軌道の電車に共通する特徴の一つとして、大軌式特殊外輪と称する、独特の構造の車輪が挙げられる。
これは生駒越えの連続下り急勾配区間における空気ブレーキ常用で車輪のタイヤ部がブレーキシューとの摩擦熱により発熱し、熱膨張でタイヤが弛緩して脱輪・脱線事故が発生するのを防止するために採用されたものである。
具体的には、タイヤとリムの接合部の円周上に等間隔に12箇所の穴を開け、車輪の表からリング状の押さえ板を取り付けた上でそれぞれボルトを表裏に通してナットで締結する構造であり、これにより連続下り勾配区間における空気ブレーキ使用時のタイヤ弛緩を防止した。
この特徴的な車輪は大阪電気軌道時代を通じて各車両に標準採用され、さらには同社の子会社である参宮急行電鉄が青山峠越えを含む連続急勾配区間を擁する路線を建設する際にも、2200系の車輪に採用されている。

## 運用
大軌奈良線での大出力2個モーター車はデボ1・19形のみに終わり、その後の増備車であるデボ61形以降は定格出力78.3kW（約105馬力）級のGE-240系電動機を4基搭載とするのが1920年代後半の鋼製車時代まで標準となった。奈良線車両で定格出力100kW超の大出力電動機が再び採用されるには、1935年設計の600系を待つ必要があった。
デボ1・19形は1940年代まで大軌→近鉄奈良線で形式称号をデボからモへ変更しつつ第一線での運用が行われ、年式の新しい鋼製車に互して急行運用にも充当された。この間、1931年に富雄駅での事故でデボ18が廃車となっている。また、1947年にはデボ10が石切駅での事故で破損し、車籍上ク550（初代）の種車とされている。
さらに1948年には、モ9・11・27による3両編成の上本町行き急行電車がブレーキの故障によって生駒トンネル内の下り勾配で暴走、停止手段を失った同列車が河内花園駅で先行列車に追突・先頭のモ9が大破して多数の死者を出す、という大惨事を引き起こした。これは戦中戦後の整備不良によってゴム製のブレーキ管（直通管:SAP管）が老朽破断し空気漏れを起こしたのが直接的な原因であるが、戦中に物資不足から、近鉄のみならず各社で非常弁付き直通ブレーキ(SME)の非常弁機能を封じるという危険な改造（ブレーキ管の破断があっても、SMEは正常な状態であれば非常ブレーキが作動する）が行われていたのが暴走・衝突という最悪の事態を引き起こしたといえるものであった。これを機に近鉄は、在来小型車の多くが装備していたSMEを極力廃止し、より安全性の高いA動作弁を使用するAMA自動空気ブレーキへの移行を進めることになった。
デボ1・19形は、老朽化の進行もあって以後は平坦な橿原線運用や信貴生駒電鉄・大和鉄道への貸出などでの運用が主となった。それでも24両もの多数が、1964年の全車廃車まで40年以上（初期車では50年）に渡り残存したのは、大手私鉄の木造電車としては異例の長寿であった。
この間、1950年には形式称号整理によって事故廃車による欠番を埋め、デボ1・19形を1形式に統合することでモ200形201～225と改番された。

## 廃車
旧大軌系の小型木造車群は、戦後にブレーキ改造や鋼体化改造を受けてモ600形や460系になったが、このうちモ200形は廃車が予定されていたので鋼体化はされず、橿原線・天理線方面専属および大和鉄道・信貴生駒電気鉄道貸出対象車両となった。
1964年に奈良線の建築限界拡幅工事と新生駒トンネル経由の新線への切り替えに伴い、通勤型高性能電車8000系に置き換えられる形で全車が廃車された。

## 保存車・その他

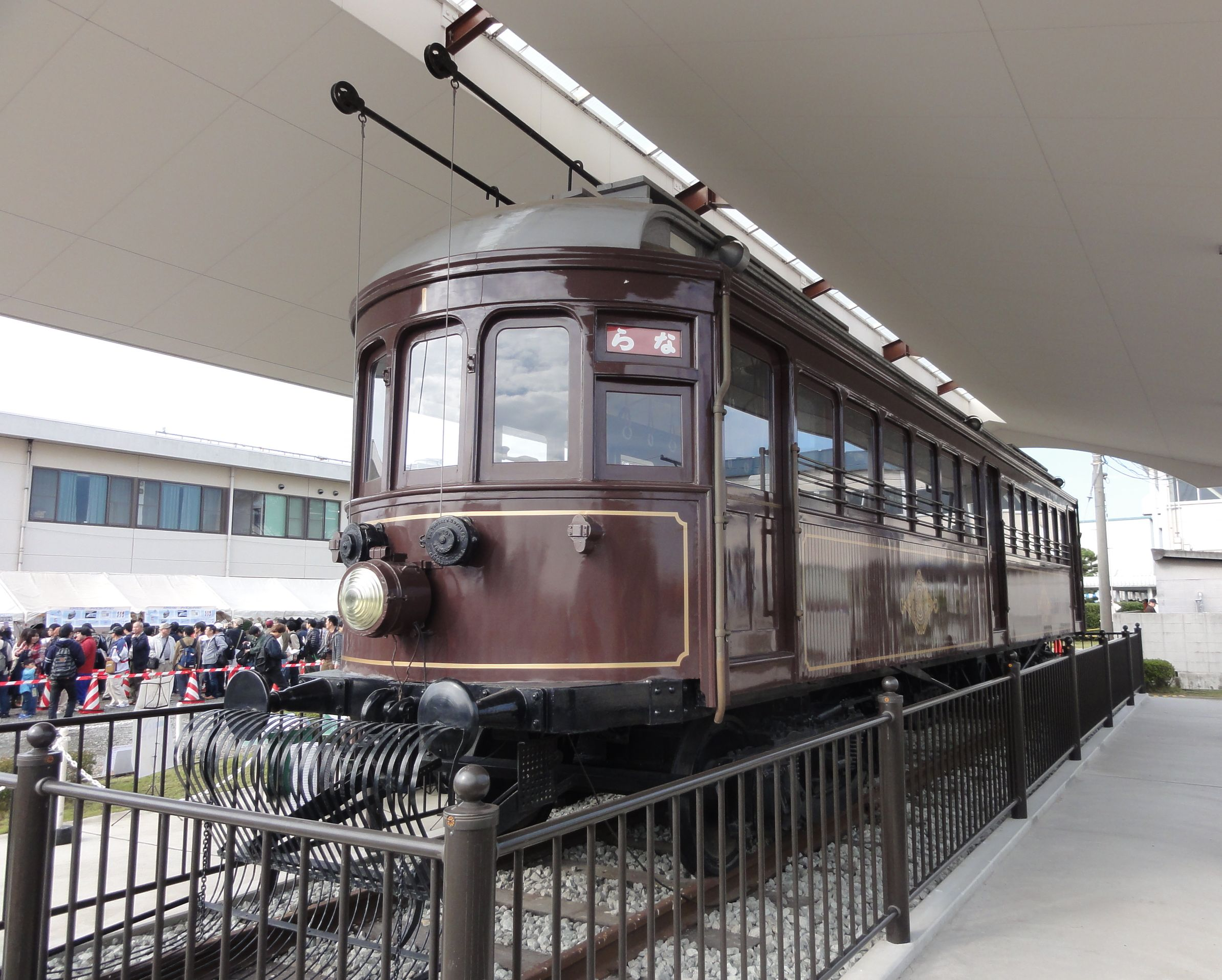
旧デボ14号（モ212）
五位堂検修車庫にて

1964年の廃車後も現在存在しているデボ1形は以下の2両である。
1964年の廃車後、最も原型を保っていた旧デボ14号（モ212）が近鉄玉川工場にてポール集電時代の原型に修復の上で、デボ1号として近鉄あやめ池遊園地にて保存されていた。
しかし2004年6月6日に同遊園地が閉園したため、同車は2005年6月3日に五位堂検修車庫へ陸送され、現在は同車庫で保管されている。この際に前面向かって右端の窓の行き先表示幕が復元され、台車と床下機器が灰白色から黒色に塗り直されている。
なお現在運用されている5800系電車のうち5802Fは2014年10月より2025年2月まで奈良線100周年記念事業としてデボ1形をイメージしたラッピング電車（アートライナー）として運用されていた。
近鉄奈良線の大阪・奈良県境付近の生駒山上に、デボ1形の引退した1964年の末から、モ203号が現存している（北緯34度41分21秒 東経135度40分24秒 / 北緯34.689094度 東経135.673339度）。付近にはこの展示物の案内板などはなく、展示物には雨よけも展示のためのレールも敷かれていないため保存状態は比較的悪かったが、2019年頃に塗装が塗り直された。

## 関連車両
- デボ51形
- デボ61形